# Danubio FC

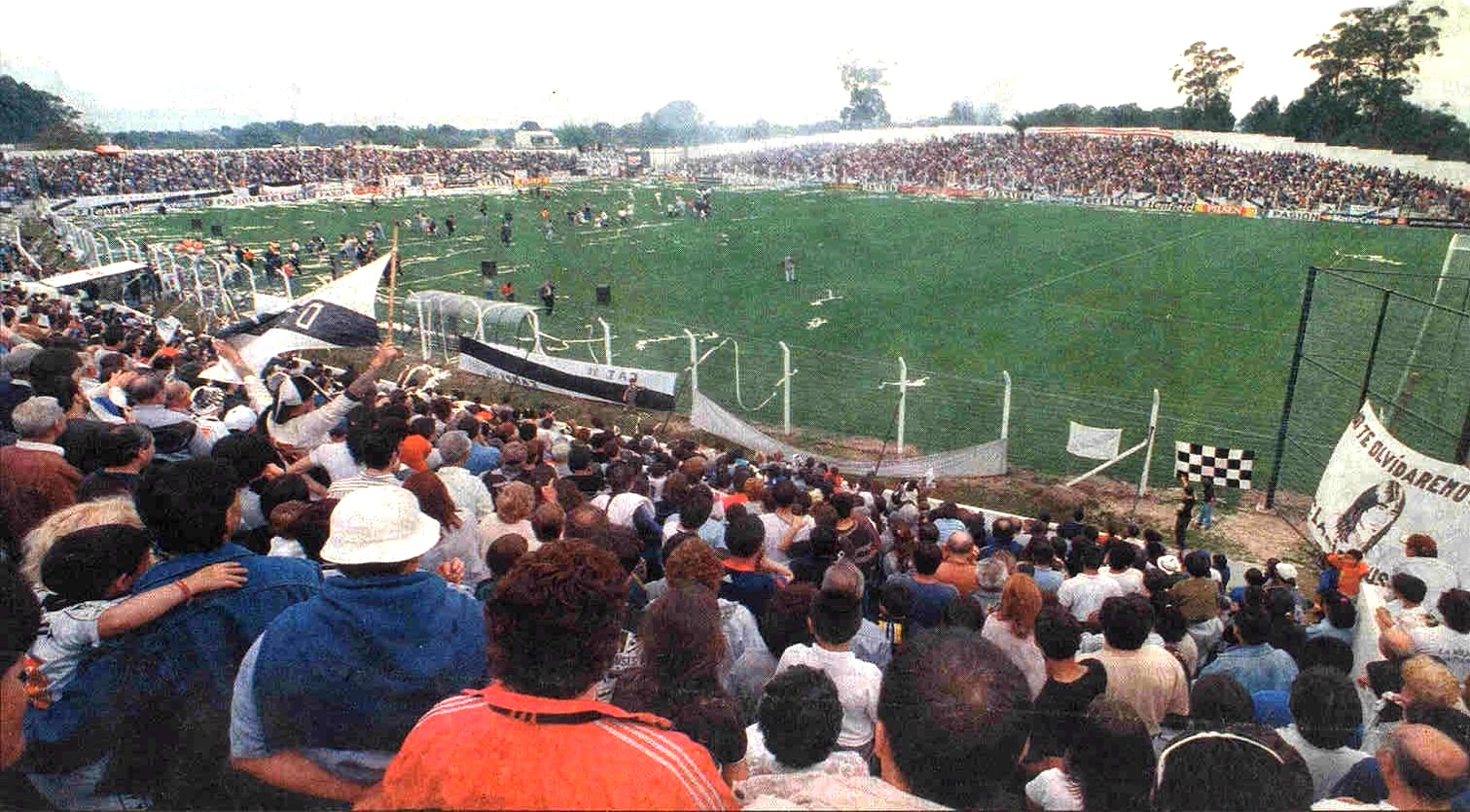
Jardines Del Hipódromo Stadion

A Danubio Fútbol Club, röviden Danubio, egy uruguayi labdarúgócsapat, melyet 1932-ben alapítottak Montevideóban.

## Története
A Republica de Nicaragua iskola diákjai és a bolgár születésű Lazaroff testvérek hozták létre (a nevében az európai folyóra, a Dunára utaló) fekete-fehér egyesületet.
Uruguay egyik legerősebb utánpótlás nevelése folyik a Jardines Del Hipódromo stadionban. Több nagynevű játékos került ki a kezeik közül, többek között Álvaro Recoba, Ruben Sosa, Marcelo Zalayeta, Rubén Olivera, Rubén Da Silva, Javier Chevantón, Fabián Carini, Richard Núñez, Walter Gargano, Carlos Grossmuller, Ignacio María González, Edinson Cavani, Christian Stuani, Nery Castillo, Ricardo Guero Rodriguez és Diego Forlán.

## Sikerlista

### Hazai
- 4-szeres uruguayi bajnok: 1988, 2004, 2007, 2014 (Clausura)

## Játékoskeret
2014. május 1-től
| #  |         | Poszt | Név                 |
| -- | ------- | ----- | ------------------- |
| 1  | Uruguay | K     | Salvador Ichazo     |
| 3  | Uruguay | V     | Carlos Canobbio     |
| 4  | Uruguay | V     | Federico Ricca      |
| 5  | Uruguay | KP    | Gastón Faber        |
| 6  | Uruguay | V     | Leandro Sosa        |
| 7  | Uruguay | CS    | Bruno Fornaroli     |
| 9  | Uruguay | CS    | Jonathan Álvez      |
| 10 | Uruguay | KP    | Ignacio González    |
| 11 | Uruguay | CS    | Diego Martiñones    |
| 12 | Uruguay | K     | Franco Torgnascioli |
| 13 | Uruguay | KP    | Gonzalo Porras      |

| #  |          | Poszt | Név                  |
| -- | -------- | ----- | -------------------- |
| 15 | Uruguay  | V     | Fabricio Formiliano  |
| 16 | Uruguay  | CS    | Jorge Zambrana       |
| 17 | Brazília | V     | Jadson Viera         |
| 19 | Uruguay  | CS    | Horacio Sequeira     |
| 21 | Uruguay  | V     | Guillermo Cotugno    |
| 22 | Uruguay  | CS    | Marcelo Tabárez      |
| 23 | Uruguay  | KP    | Hugo Soria           |
| 24 | Uruguay  | V     | Matías de los Santos |
|    | Uruguay  | V     | Julio Ferrón         |
|    | Uruguay  | CS    | Borys Barone         |
|    | Uruguay  | KP    | Miguel de los Santos |
|    | Uruguay  | CS    | Jorge Graví          |
|    | Uruguay  | CS    | Martín Silvera       |

## Fordítás
- Ez a szócikk részben vagy egészben  a   Danubio F.C. című angol Wikipédia-szócikk fordításán alapul.  Az eredeti cikk szerkesztőit annak laptörténete sorolja fel. Ez a jelzés csupán a megfogalmazás eredetét és a szerzői jogokat jelzi, nem szolgál a cikkben szereplő információk forrásmegjelöléseként.